# Автоспорт в сезоне 1906
Сезон Гран-при 1906 года — первый сезон, в котором прошли автогонки класса «Гран-при».
Была проведена только одна «Большая гонка» (Grande Epreuve) — Гран-при Франции, который выиграл Ференц Сис за рулем автомобиля Рено, кроме того состоялось несколько других соревнований со статусом Гран-при.

## Большие гонки
| Название         | Трасса | Дата       | Победитель | Конструктор | Отчёт |
| ---------------- | ------ | ---------- | ---------- | ----------- | ----- |
| Гран-при Франции | Ле Ман | 26—27 июня | Ференц Сис | Renault     | Отчёт |

## Прочие Гран-при
| Название                                   | Трасса      | Дата        | Победитель       | Конструктор       | Отчёт |
| ------------------------------------------ | ----------- | ----------- | ---------------- | ----------------- | ----- |
| Cuban Race                                 | Гавана      | 12 февраля  | Виктор Деможо    | Darracq           | Отчёт |
| Targa Florio                               | Мадоние     | 6 мая       | Алессандро Каньо | Itala             | Отчёт |
| Circuit des Ardennes                       | Бастонь     | 13 августа  | Артур Дюре       | Lorraine-Dietrich | Отчёт |
| Отборочная гонка перед Кубком Вандербильта | Лонг-Айленд | 22 сентября | Джо Трейси       | Locomobile        | Отчёт |
| Кубок Вандербильта                         | Лонг-Айленд | 6 октября   | Луи Вагнер       | Darracq           | Отчёт |